# Liste der Naturdenkmale in Tholey
Die Liste der Naturdenkmale in Tholey nennt die auf dem Gebiet der Gemeinde Tholey im Landkreis St. Wendel im Saarland gelegenen Naturdenkmale.

## Naturdenkmale
| Bild            | Bezeichnung          | Ort                                   | Beschreibung                                                                 | Art | Nr.                            |
| --------------- | -------------------- | ------------------------------------- | ---------------------------------------------------------------------------- | --- | ------------------------------ |
| Fotos hochladen | 4 Eichen Tholey      | Tholey 49° 28′ 7,7″ N, 7° 2′ 6,7″ O)  | etwa 500 m südlich des Ortsrandes Tholey, rechts der Straße Tholey-Dirmingen |     | ND-023-WND-THO (ex: D 2.06.01) |
| BW              | Linde Hofgut Imsbach | Tholey 49° 30′ 54,2″ N, 7° 1′ 2,7″ O) | Innenhof des Hofgutes Imsbach. Gefällt.                                      |     | ND-024-WND-THO (ex: D 2.06.02) |

## Ehemalige Naturdenkmale
Vor der Neuverordnung durch den Landkreis St. Wendel im Juni 2005 gab es in Tholey noch 9 Naturdenkmale.